# رودخانه گمشده (فیلم)
رودخانه گمشده (به انگلیسی: Lost River) فیلمی محصول سال ۲۰۱۴ و به کارگردانی رایان گاسلینگ است. در این فیلم بازیگرانی همچون کریستینا هندریکس، سرشه رونان، ایان د کسکر، مت اسمیت، اوا مندس، بن مندلسون، رضا کاتب و باربارا استیل ایفای نقش کرده‌اند.